# Genoenhuis
Genoenhuis, in de Nederlandse provincie Noord-Brabant, was een van de zes gehuchten  van de voormalige gemeente Zesgehuchten. De naam is waarschijnlijk ontstaan uit een verbastering van Gindse noewe (nieuwe) huis. Sinds het eind van de jaren negentig is het ook de naam van een woonwijk in de plaats Geldrop gelegen tussen het oude gehucht en de Spoorlijn Eindhoven - Weert.
In de wijk liggen straten die zijn genoemd naar personages en andere termen uit het boek In de ban van de ring; er is ook een Laan van Tolkien.
Dorpen: Geldrop · Hoog Geldrop · Mierlo 

Buurtschappen: Bekelaar · 't Broek · De Loo · Genoenhuis · Goor . Gijzenrooi · Heiderschoor · Hout · Hulst · Loeswijk · Luchen · Overakker · Trimpert · Voortje

Wijken van Geldrop: Akert · Braakhuizen-Noord · Braakhuizen-Zuid · Centrum · Coevering · Gijzenrooi · Skandia 

Noord-Brabant: Steden en dorpen      Nederland: Provincies · Gemeenten